# Tuyển diễn viên
Tuyển diễn viên là quá trình tìm diễn viên cho một bộ phim nhất định hay tuyển diễn viên cho hãng phim, cho một chương trình quảng cáo, vv.

## Những cuộc thi tuyển diễn viên tại các quốc gia

### Việt Nam
Trong những năm gần đây, nhiều hãng phim truyện Việt Nam thi nhau tổ chức những đợt tuyển diễn viên nhằm tìm kiếm những gương mặt mới cho ngành điện ảnh Việt Nam. Năm 2004, Việt Phim là hãng phim tư nhân đầu tiên tuyển diễn viên điện ảnh tại Việt Nam, chọn ra 20 ứng viên để đào tạo ngoại ngữ, nghệ thuật giao tiếp và kiến thức điện ảnh cho họ. Còn hãng Vietcast là một công ty tư vấn và tuyển chọn diễn viên. Những yêu cầu cho những ứng cử viên bao gồm: trẻ, đẹp và có khuôn mặt mới, chưa từng đóng phim. Mỗi đạo diễn, hãng phim có tiêu chuẩn riêng của mình khi tuyển diễn viên.